# 福岡市立西都北小学校
福岡市立西都北小学校（ふくおかしりつさいときたしょうがっこう）は、福岡県福岡市西区北原にある公立小学校。

## 概要
九州大学伊都キャンパス周辺地区の市街地・住宅地化による児童数増加に伴い、2017年に玄洋小学校を分離して開校した西都小学校をさらに分離して2023年度に新設された。

## 沿革
- 2023年4月1日 - 西都小学校から分離し、開校。開校時点での児童数は398人、学級数は15[3]。

## 通学区域
- 福岡市西区のうち、以下の区域[4]
  - 西都一丁目
  - 北原一・二丁目目(ただし、二丁目4番の一部、36番の一部及び37番の一部を除く)
  - 田尻二丁目14番
  - 田尻東一丁目１番～9番(ただし、8番の一部及び9番の一部を除く)、15番～16番(ただし、15番の一部及び16番の一部を除く)、18番～27番・二丁目2586～2604・三丁目2568～2585(ただし、2570番地12を除く)、2686～2714・四丁目
  - 学園通三丁目2605～2619

## 校歌
- 福岡市立西都北小学校校歌 - YouTube 福岡チャンネル（福岡市公式）
  - 作詞・作曲：MOCA（ベリーグッドマン）[5]